# Procolobus
Genre
Statut CITES
Procolobus est un genre de mammifères primates de la famille des Cercopithecidae qui ne comprend plus qu'une seule espèce de colobes, le Colobe vert. 

## Liste des espèces
Selon GBIF (3 décembre 2024) :
- Procolobus verus (van Beneden, 1838) - Le Colobe vert

## Systématique
Le nom valide complet (avec auteur) de ce taxon est Procolobus Rochebrune, 1877.
La classification scientifique de ces singes a évoluée : Groves (2005) ne conserve qu'une seule espèce dans ce genre et classe les autres dans le genre Piliocolobus.
Procolobus a pour synonyme :
- Lophocolobus de Pousargues, 1895